# روبرت أندرسون كوك
روبرت أندرسون كوك (1880 -1960) كان طبيباً متخصصاً في علم المناعة وأمراض الحساسيّة.
في عام 1916 بيّن كلّاً من روبرت كوك وألبرت فانديفير الدور الذي تلعبه الوراثة في مصدر الحساسيّة ونشأتها. وحسب ما ذكر كوك، فإن 48٪ من مرضاه الذين كانوا يعانون من الحساسيّة كان بعض من أفراد عائلاتهم يعانون من الحساسيّة أيضاً. وعلى الرغم من أن الحساسيّة تصنف على أنها صفة متناقلة وراثيّاً، إلّا أن الٱباء والأبناء قد يعانون من حساسيّة تجاه مواد مختلفة. في عام 1918، اقترح كوك آليّة عمل حقن للحساسيّة والتي تؤدّي إلى «إزالة أو تقليل التحسس» و هي تحاكي عمليّة استخراج الحساسيّة المفرطة من الحيوانات مخبريا. لقد أوحت هذه الفكرة بأن حقن كميات متزايدة من المواد المسببة للحساسيّة أو مولّدات المضادّات، تعمل على إبطال مفعول الأجسام المضادّة المسؤولة عن رد الفعل التحسّسي.